# らんまん
『らんまん』は、2023年度前期放送のNHK「連続テレビ小説」第108作で、2023年4月3日から9月29日に放送された日本のテレビドラマである。
日本の植物学者・牧野富太郎をモデルとし、長田育恵作、神木隆之介の主演でフィクションのドラマオリジナル作品として制作される。

## 制作

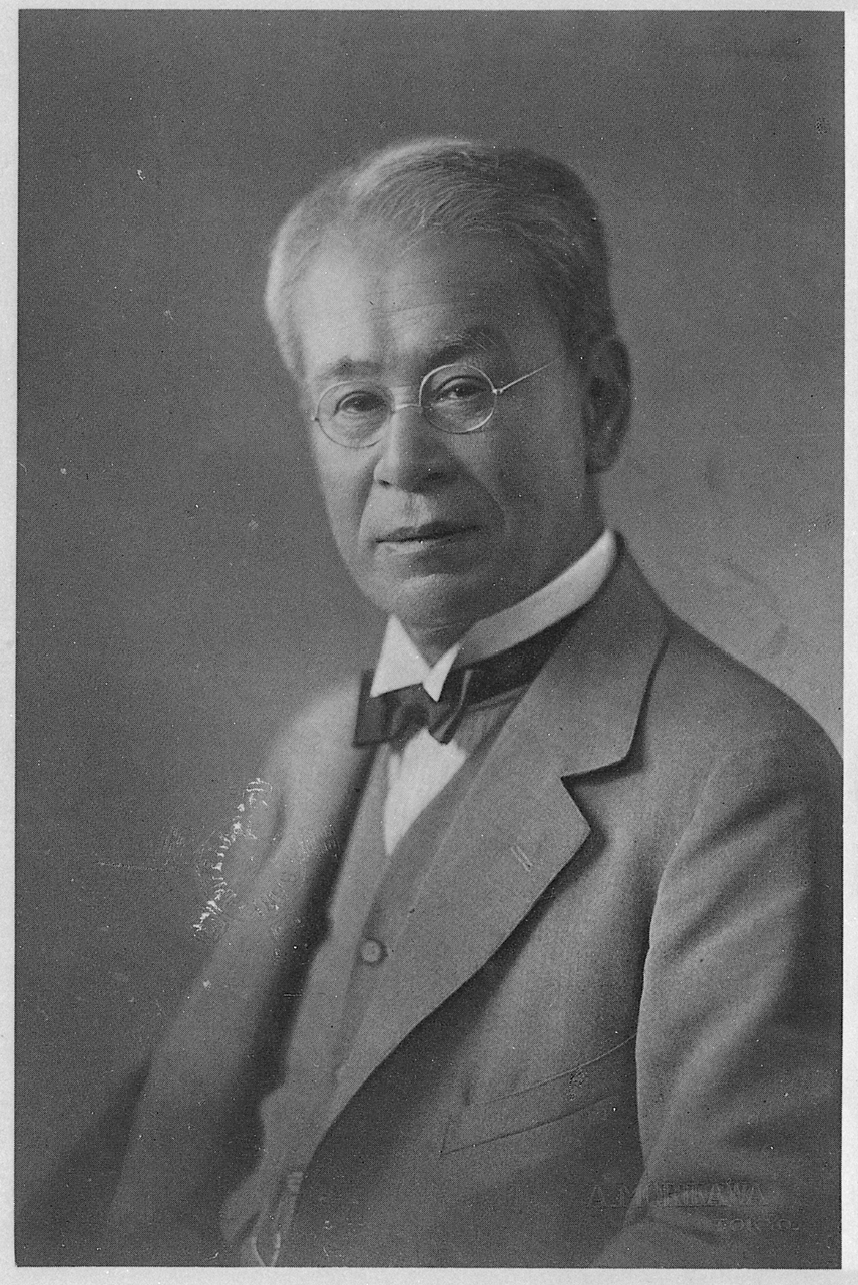
主人公のモデル・牧野富太郎
出典：牧野植物学全集第1巻（1934年）

2022年（令和4年）2月2日に脚本が長田、主演には神木が起用されることがNHKの制作会見で発表された。なお、神木の朝ドラ出演は2007年（平成19年）度前期の『どんど晴れ』以来で2度目で、男性が主演を演じるのは2020年（令和2年）度前期の『エール』の窪田正孝以来3年ぶり・12作目に当たる。
牧野富太郎は高知県高岡郡佐川町出身の植物学者で、高知県が舞台になるのは1988年（昭和63年）度前期の『ノンちゃんの夢』以来となる。また、朝ドラで実在する人物をモデルにした作品は2020年度後期の『おちょやん』以来5作ぶりとなった。
タイトルは春爛漫および天真爛漫からの「らんまん」で、「主人公が笑顔で明るく天真らんまんに突き進んでいくさま」をイメージしている。
5月10日、妻・寿恵子（すえこ）役を浜辺美波が演じることが発表され、8月26日には「高知編」に出演するキャスト8名が発表された。
10月19日に安芸市でのドラマの冒頭シーンの撮影でクランクインし、21日に高知県内で「高知ロケクランクイン報告」の会見が行われた。
「語り」は、2006年（平成18年）度前期『純情きらり』でヒロインを務めた宮﨑あおいが務めることが10月21日に発表された。宮﨑は、最終週に藤平紀子役で登場し、藤平紀子の視点で万太郎の生涯を語っていたことが明かされた。
主題歌は、あいみょんが担当することが11月15日に発表され、タイトルは「愛の花」であることが2023年（令和5年）1月17日に発表された。
放送開始日が2023年（令和5年）4月3日、全26週（130回）放送であることや音楽を作曲家の阿部海太郎が担当することが1月17日に発表され、1月20日に、メインビジュアルが公開、新たなキャスト11人が発表され、公式ホームページと公式SNSアカウント（Twitter・Instagram）が公開され、3月7日、新たなキャスト8人が発表された。
9月13日、次作『ブギウギ』へのバトンタッチセレモニーが4年ぶりに公開形式で行われ、主演の神木とヒロインの浜辺が参加した。また、この日までに撮影は終了していたがNHKからの発表はなく、神木がクランクアップの報告をした。
2024年（令和6年）1月15日、公式SNSが終了し、アカウントが2024年度前期放送の『虎に翼』へ引き継がれた。
本作品はオープニングタイトルのサブ表示（アバンタイトルがない日も含む）が「連続テレビ小説」から「NHK DRAMA」に変更されたほか、衛星波（BSプレミアム・BS4K）での土曜日の1週間分まとめ再放送（今週の連続テレビ小説）の放送時間が9時25分 - 10時40分と20分繰り上げられた。

## ロケ地
高知県高岡郡佐川町
高知県高岡郡越知町
高知県安芸市
東京都文京区

### ロケ地ギャラリー

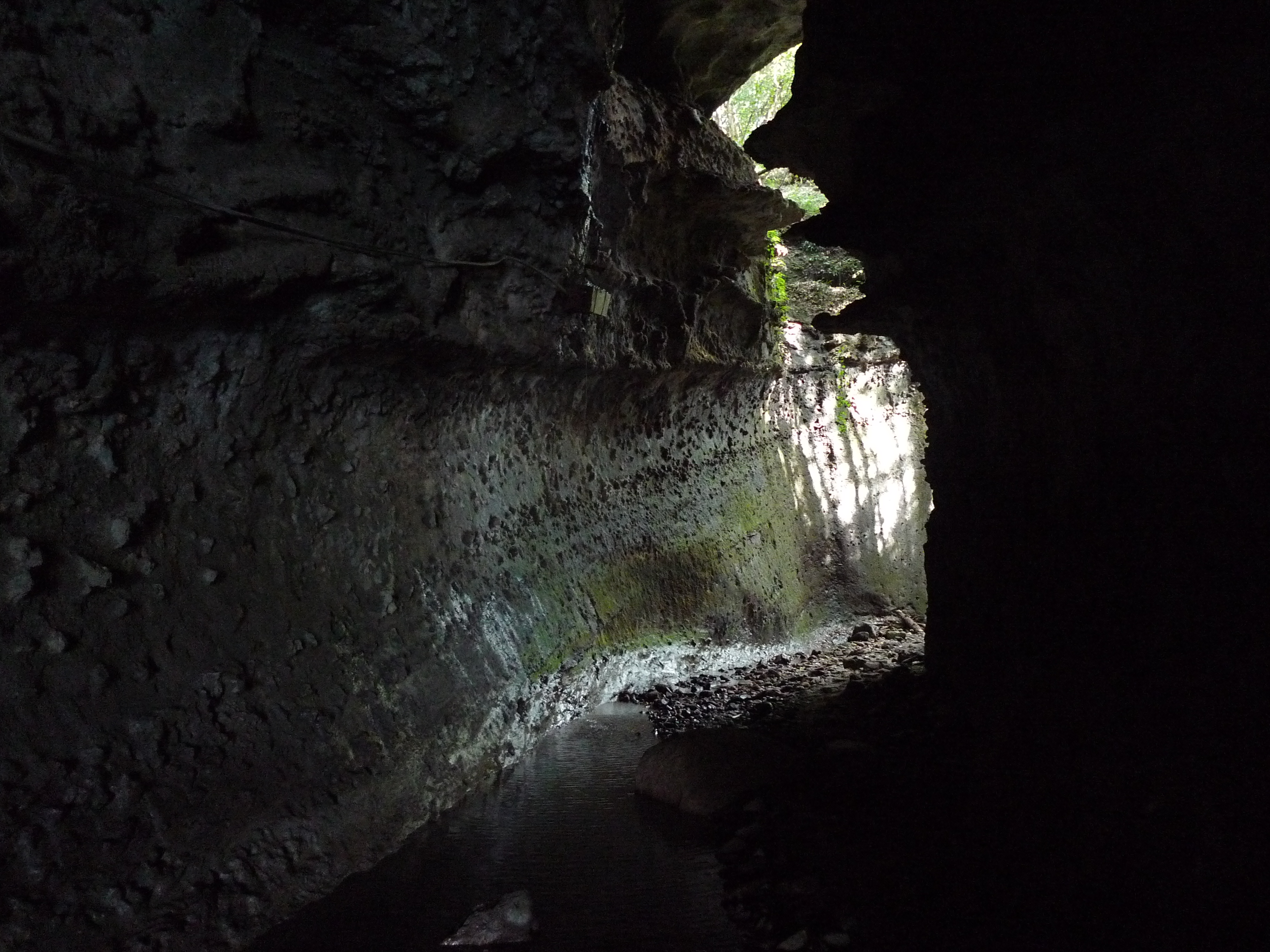
安芸市・伊尾木洞
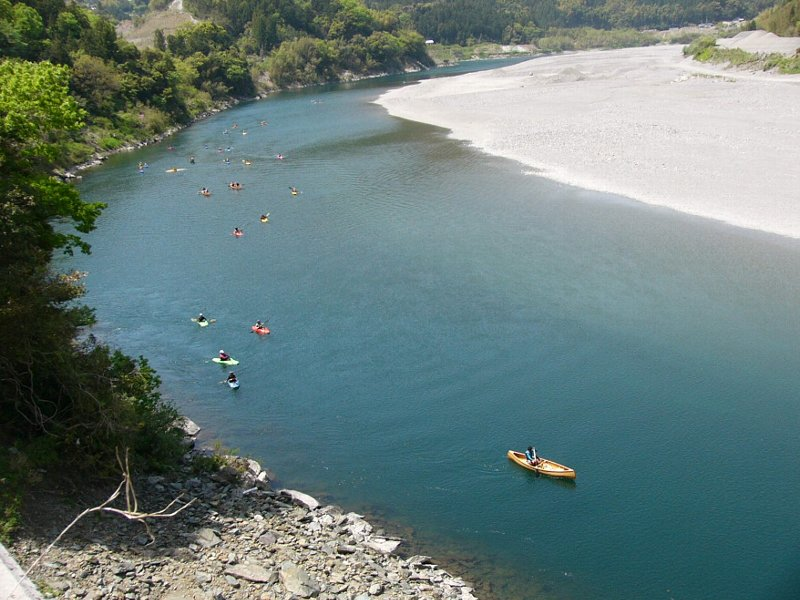
越知町・仁淀川
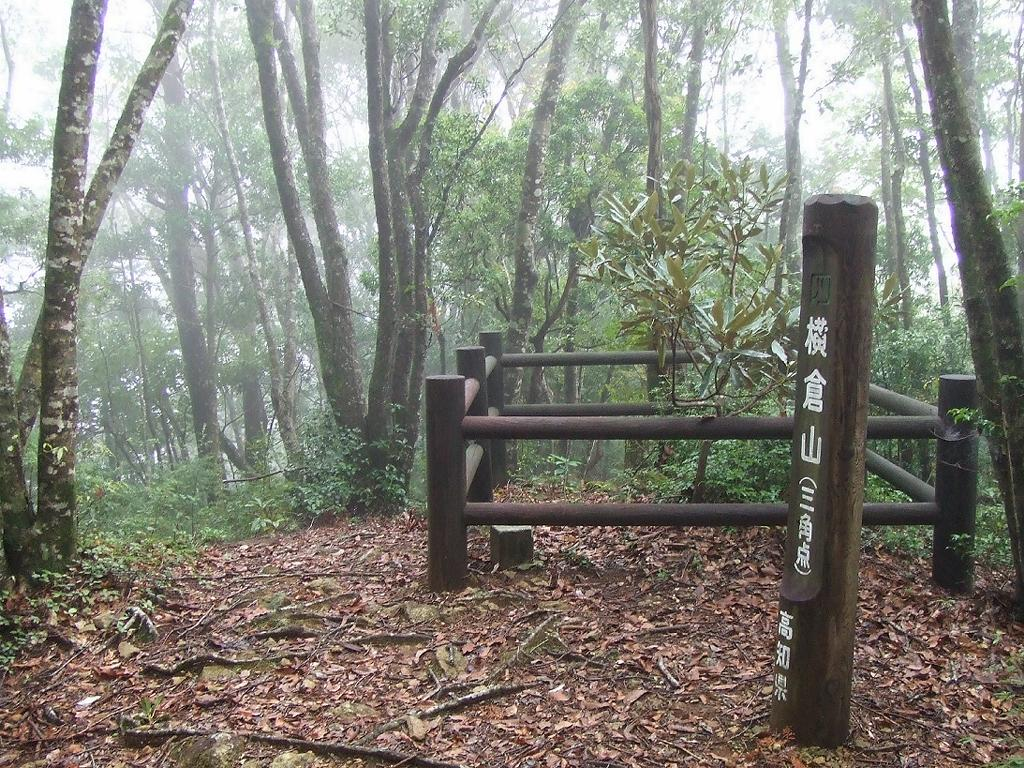
越知町・横倉山
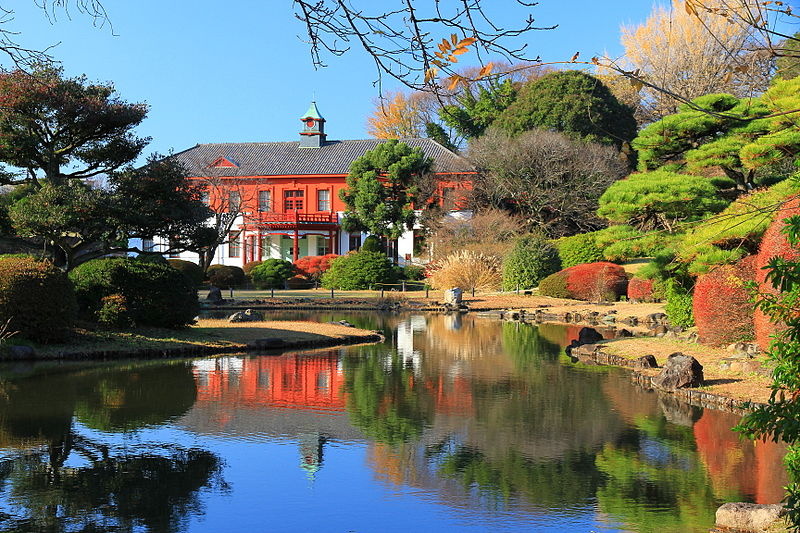
文京区・小石川植物園

## あらすじ
総集編の前編・後編に準ずる。

### 前編・高知編
1867年（慶応3年）、土佐の佐川村。造り酒屋「峰屋」に生まれた5歳の槙野万太郎は病弱だが植物が何より好きな少年。1871年（明治4年）6月、9歳になった万太郎は学問所「名教館（めいこうかん）」に入門する。そこで学頭の池田蘭光から「本草綱目」を教えられたのをきっかけに勉強に励み、植物画を模写する。1874年（明治7年）春、万太郎12歳の時、名教館は閉鎖され小学校に変わるが、退屈な授業はそっちのけで博物画を模写していた万太郎は退学になり、独学で植物の勉強を続ける。
1881年（明治14年）、万太郎は内国勧業博覧会に「峰屋」の酒を出品するため竹雄と上京する。その会場では、和菓子屋の娘西村寿恵子に一目ぼれする。一番の目的であった博物館に行き野田基善と里中芳生に会って植物学について話を聞き、「植物分類学」の世界を知るが、竹雄に諫められ、高知に帰った万太郎は峰屋の若旦那として一時は植物学をあきらめる。しかし、自由民権運動家の早川逸馬や、アメリカを知る中濱万次郎と出会い、植物学の道に進むことを決意。祖母タキの理解を得て、峰屋を姉の綾にまかせ、竹雄と東京に旅立つ。

### 前編・東京編
万太郎と竹雄は上京する。住まいは広瀬佑一郎から紹介されていたものの大量の植物標本を理由に断られ下宿探しは難儀するが、根津の十徳長屋に落ち着く。寿恵子とも偶然再会。教授の田邊彰久のはからいで万太郎は東京大学植物学教室への出入りも許され、学生の波多野泰久、藤丸次郎と打ち解ける。万太郎は新種を発表する植物学雑誌を作ることを志し、田邊から東京大学植物学雑誌として刊行することで許可を得て「大畑印刷所」を訪ねる。自分で描いた植物画を印刷するために石版印刷の技術を習得した万太郎は、ついに植物学雑誌を完成させる。そして、大畑夫妻に寿恵子との仲人を依頼する。実業家の高藤雅修から妾に望まれていた寿恵子は万太郎のもとに飛び込む。万太郎は、寿恵子と竹雄とともに帰郷し、大畑夫妻の仲人で寿恵子と祝言を挙げ、「峰屋」は綾と竹雄に託すことになる。

### 後編
タキの法要を済ませて東京に戻った万太郎と寿恵子は、十徳長屋で新婚生活を始める。新婚祝いをするからと田邊の家に招かれた万太郎だったが、田邊から自身専属のプラントハンターになるよう要求される。それをきっぱり断り、自分で見つけた植物を自分で発表するために図鑑を自費出版することを決心する。そのために寿恵子も、必要だが高額な石版印刷機を購入することを提案する。
土佐で見つけてきた新しい標本が新種であることを大窪昭三郎とともに突き止めた万太郎は「ヤマトグサ」と命名して植物学雑誌に大窪と共同で論文を発表し、日本植物志図譜第1集も完成した。図譜第2集も刊行し、身重の寿恵子を残して植物採集とタキの墓参りに出かける。そしてもうじきお月見というころ、園子が誕生する。土佐では園子誕生の手紙を受け取った綾と竹雄が、新しい酒を作ろうと話し合っていた。
それから8か月ほど過ぎて図譜第3集に取りかかっていたころ、偶然、池で水草「ムジナモ」を見つける。田邊から発見報告の論文と植物画を書くように指示され植物学雑誌を完成させたが、共著にしなかったことが田邊の怒りを買い、大学を出入り禁止になってしまう。万策尽きた万太郎はロシア行きを決心しマキシモヴィッチ博士を頼ろうと手紙を出す。そんな時、園子が麻疹に罹り、熱が出てわずか3日後に死去してしまう。そのころ「峰屋」では腐造が起きてしまい、綾と竹雄は廃業を決めるのだった。6月、第2子・千歳が生まれた万太郎の元に届いたのはマキシモヴィッチ博士死去の知らせだった。独りでも研究を続けることを決めた万太郎は大学に寄贈する植物標本「槙野コレクション」の完成に取り掛かる。土佐からは、綾と竹雄が廃業の報告のため万太郎の元を訪れる。
高知に植物採集に出かけた万太郎は山元虎鉄の案内で「ヤッコソウ」を発見、山元に植物命名報告の手紙を出したことがきっかけとなり高知の教師たちから続々と植物標本が届く。また、堀井丈之助の提案で新聞広告を出したことから、全国から植物について尋ねる手紙と共に植物標本が集まるようになった。その丈之助や十徳長屋の面々も牛久亭九兵衛以外は長屋から巣立って行く。
日本植物志図譜を第11集まで作り上げたころ、万太郎と寿恵子は新聞で田邊の死を知る。その妻・聡子の訪問を受け、田邊の伝言とともに蔵書を遺品として受け取る。その後、田邊の後任として教授に就任していた徳永政市から正式に助手として迎え入れられ、7年ぶりに植物学教室に復帰する。寿恵子は叔母・みえの料亭「巳佐登（みさと）」で仲居として働くことになる。万太郎は学術調査団の一員として台湾へ派遣され、その留守中、万太郎の助手になるために高知から虎鉄が上京してきて十徳長屋に住む。九兵衛が真打になって長屋を出るころ、綾と竹雄が上京してくる。屋台を始めた2人を見て、また、野宮朔太郎から聞いた新しい印刷機を買うため、寿恵子は叔父・笠崎大輔とみえ夫妻から勧められた渋谷で商売を始めようと決心し、待合茶屋「山桃」を開店する。
寿恵子が待合茶屋を始めてから5年が経ち、万太郎は待合茶屋「山桃」に相島圭一との商談に訪れた早川逸馬と十徳長屋で偶然再会する。資産家・永守家の代理人となっていた早川は、万太郎の窮状を知って永守徹を紹介し、永守は万太郎に援助を申し出る。万太郎は南方熊楠からの手紙で合祀政策によって森林が伐採されることを知る。徳永からは行くことを禁止された熊野の植物採集で、万太郎は「ツチトリモチ」を見つけ発表しようとするが、徳永と衝突した万太郎は大学に辞表を提出する。
明治末期に虎鉄と千歳が結婚し、長男・虎太郎も小学生になった1923年（大正12年）9月1日、いよいよ図鑑の完成も見えてきた時、関東大震災が起きる。万太郎たちは標本を背負って命からがら渋谷の「山桃」に避難する。全ての標本を持ち出せなかった万太郎は気落ちしながらも、また一から図鑑作りに励むのだった。寿恵子は家族と標本を守るために移住を考え、待合茶屋「山桃」を高値で売り、大泉村に広大な土地を買う。
1927年（昭和2年）夏、波多野と藤丸が槙野邸を訪れて、波多野と徳永の推薦で万太郎は理学博士号を受けることになる。寿恵子が重い病であることが分かり、万太郎は周囲の人たちの助けを借りて図鑑完成を急ぐ。北海道の講演の帰りに訪れた仙台で「スエコザサ」を発見し最後に収めて完成した「槙野 日本植物図鑑」を、万太郎は寿恵子と共に手にするのだった。

## 登場人物

### 主人公
槙野万太郎（まきの まんたろう）
演 - 神木隆之介（幼少期：森優理斗 、9歳 - 12歳：小林優仁）
本作品の主人公。佐川の造り酒屋「峰屋」の跡取り息子。子供のころは体が弱く少し体を使うと熱を出していたが、いざとなると大人たちを感心させる挨拶ができた。深尾家の家臣・塚田からの勧めで佐川の学問所「名教館（めいこうかん）」に入門し、学頭・池田蘭光の指導で学問に目覚め、好きな植物の書物を読むため語学（漢語・英語）については「右に出るものがない」と言われるまでになる。明治5年の学制により名教館が閉鎖されると、新しい小学校に編入されるが初等教育に退屈し、壁に貼られていた『草木図説』を編纂した里中芳男・野田基善に憧れる。小学校中退後は独学で植物学の勉強を続けた。18歳の時、内国勧業博覧会の開催を聞き、里中・野田に会いたい気持ちから峰屋の酒を出品することをタキに進言し、竹雄と2人で上京。会場に各地から集まった蔵元の主人たちに飲めない酒を飲まされて酔い、会場の外で木に登って酔いを醒ましていた時に寿恵子と出会い一目惚れする。
峰屋の次期当主として祖母のタキから期待されていたが、植物学の道に進むことを諦めきれず、タキを説得。博覧会から1年後に、姉の綾に峰屋を任せて番頭の息子・竹雄と共に上京。名教館の学友・広瀬佑一郎の親戚の家に下宿するつもりだったが、持参した植物標本類の廃棄を求められると、これを断って自分で借家を探すことにし、途中、特に重要な標本を入れた鞄を盗まれる騒ぎが縁となり、根津の十徳長屋に居を構える。
その後は東京大学植物学教室の門を叩き、独力でまとめた『土佐植物目録』とその標本に興味を持った田邊教授に出入りを許される。最初は教室の教員や学生たちから邪険に扱われていたが、大学の植物標本の整理を精力的に進めて徐々に理解者を増やし、教室で最初に友人になった波多野・藤丸、および十徳長屋に住む東大文学部の堀井丈之助と語り合ううち、雑誌の出版を思いつく。そして、この時点ではまだ何者でもない自分が『植物学雑誌』の出版をなし遂げることで植物学者を名乗って寿恵子に結婚を申し込むと決める（寿恵子の母・まつにはそれを告げた）。雑誌の仕様として文章は活版印刷、付図は石版印刷と決め、石版印刷を扱っている大畑印刷所を訪ね、絵師ではなく植物学者が下絵を描くべきとの判断から弟子入りを申し込み、下働きから修行して石版印刷の技術を身に付ける。
寿恵子とは交流する中でお互いに惹かれ合い、後に結婚。土佐の峰屋にて祝言を挙げ、その席で峰屋を綾と竹雄に託し、東京の十徳長屋で寿恵子と暮らす。その後、寿恵子との間に長女の園子を授かるも、2歳になる前に麻疹で亡くす。その後に2男2女を授かる。
植物の研究は、田邊教授との間に確執ができ植物学教室への出入り禁止を命じられるも、寿恵子の提案で購入した印刷機で植物図鑑「日本植物志図譜」を製作した。また、マルバマンネングサやヤマトグサ、ヤッコソウといった新種の発見、ムジナモの開花の発見などの発表により、植物学者として世界に名が知られるようになる。
植物学者の牧野富太郎がモデル。

### 主人公一家
西村寿恵子（にしむら すえこ） → 槙野寿恵子（まきの すえこ）
演 - 浜辺美波
万太郎の妻。慶応元年（1865年）8月9日生まれ。根津の和菓子屋「白梅堂」の看板娘。父は元彦根藩士の陸軍軍人だったが、乗馬の際に落馬して亡くなった。母は元柳橋の人気芸者で、父の妾だった。父から譲り受けた「南総里見八犬伝」全巻を宝物として愛読しており、筆者である馬琴を崇敬している。誰に対しても物怖じせず、両親から「冒険好き、しっかり者」なところを受け継いだと自己分析している。
内国勧業博覧会のため上京してきた万太郎と出会い、彼に一目惚れされる。翌年再び上京した万太郎と再会し、交流を重ねるうちに徐々に万太郎に興味を持つ。その一方で、叔母の笠崎みえの仕掛けで実業家の高藤雅修の目に留まり、高藤は寿恵子を鹿鳴館の舞踏指導員とするべく米国人クララ・ローレンスからダンスの指導を受けさせる。後に高藤から生涯を共にしたいと言われるが、会えない間に万太郎への思いが高じていたことに加え、クララの「心のままに生きること」という言葉に励まされ、また高藤が寿恵子を元老院議官である白川家の養女としてから迎える段取りを勝手に進めていたことを両親への侮辱と感じていたことから、申し入れを拒絶し長屋の万太郎の元に駆け込む。日本中の植物を載せた図鑑を完成することを万太郎に約束させ、万太郎との結婚を決める。
婚礼のため万太郎と共に土佐の「峰屋」を訪れ、義祖母のタキに孝養を尽くす。翌春上京の折には義姉の綾から千円を預かり、万太郎が植物図譜を発行するにあたって必要と判断すると、この千円を投じて石版印刷機の購入を決断し大畑に斡旋を依頼する。
結婚後は金銭に無頓着な万太郎に代わって家計を担当し、自分の私物（高藤が誂えた舞踏会衣装を含む）を質に入れたり、借金取りを言いくるめて返済期日を伸ばし、さらに追加で融資させたりして家計を回していたが、田邊教授が亡くなったころには借金が500円に膨らんで行き詰まり、叔母の笠崎みえが女将を務める料亭「巳佐登」で仲居として働くことになる。ここで機転と機知に富んだ接客で「巳佐登」の得意客である岩崎弥之助や、岩崎が連れてきた鉄道局の相島に気に入られる。相島は後に渋谷を起点とする鉄道事業を興し、みえの勧めで渋谷に待合茶屋「山桃」を開業した寿恵子の得意客となる。関東大震災の被災経験から、寿恵子が万太郎とその植物標本を守るため郊外に広い土地を求めるに際し、寿恵子から「山桃」を買い取ったのも相島である。大泉に買った土地に標本館・植物園を備えた住居を建て、万太郎と穏やかに過ごすはずだったが、間もなく体調を崩し、万太郎の理学博士号授与式の後に不治の病と診断される。
万太郎との間には、第1子・園子（麻疹のため2歳前で夭逝）、第19週第92回で第2子・千歳、第20週第96回で第3子・百喜、第21週第101回で第4子・大喜、第23週第113回で第5子・千鶴を儲けている。
牧野富太郎の妻・壽衛（すえ）がモデル。
槙野園子（まきの そのこ）
演 - 斎藤羽結（0歳：後根玲大朗）
万太郎と寿恵子の長女。2歳になる前に麻疹で夭折した。
槙野千歳（まきの ちとせ） → 山元千歳（やまもと ちとせ）
演 - 遠藤さくら（乃木坂46）（0歳：髙橋花凪、4歳：秋山加奈、7歳：入江美月）
万太郎と寿恵子の次女。母親譲りのしっかり者の女性に成長する。
明治時代の末期に山元虎鉄と結婚し、虎太郎を授かる。
槙野百喜（まきの ももき）
演 - 松岡広大（2歳：森本一之新、5歳：石川誉）
万太郎と寿恵子の長男。父親譲りの聡明な青年に成長し、役所に勤務する。
槙野大喜（まきの だいき）
演 - 木村風太、（2歳：服部仁信、5歳：峰岸慶）
万太郎と寿恵子の二男。成長してからは新聞記者を目指す。
槙野千鶴（まきの ちづる）
演 - 本田望結（0歳：小野田凪杜、6歳：鈴木咲、少女期：横山芽生、61歳：松坂慶子）
万太郎と寿恵子の三女で末娘。成長後は百貨店に勤める。一度結婚するも離婚し、万太郎と寿恵子の晩年を支える。昭和33年、万太郎の遺品整理の求人を出す。この時点で既婚の息子がいることを藤平紀子（後述）に話している。
山元虎鉄（やまもと こてつ）
演 - 濱田龍臣（少年期：寺田心）
高知の遍路宿「角屋」の息子。14歳の時に高知に植物採集に来ていた万太郎に出会い、当時まだ無名だったヤッコソウを彼に見せたことがきっかけで、万太郎と交流を持つことになる。ヤッコソウが新種の植物と判明すると、万太郎はその学名に虎鉄の苗字の「Yamamoto」を入れた。それから10年後、万太郎の助手になるために上京し、十徳長屋に住んで彼の研究をサポートする。明治時代の末期には、万太郎の次女の千歳と結婚。彼女との間に息子の虎太郎を儲け、大畑印刷所で働く。
時代考証の門松秀樹によると、山本一と吉永虎馬、小山鉄夫を参考にしたとのこと。
山元虎太郎（やまもと こたろう）
演 - 森優理斗
虎鉄と千歳の長男で、万太郎と寿恵子の孫。

### 槙野家（綾と竹雄の一家）
槙野綾（まきの あや）
演 - 佐久間由衣（幼少期：小島叶誉、太田結乃、12歳 - 15歳：高橋真彩）
万太郎の姉。気が強くしっかり者で、弟の万太郎のことを誰よりも気にかけている。幼少期に万太郎を探して酒蔵に迷い込んだことがきっかけで、酒造りに興味を持つようになる。成長してからは「峰の月」とは異なる新しい酒造りをしたいと思うようになり、幸吉の力を借りて酒を仕込むが、自身が女性であることを理由にタキからは試飲さえしてもらえなかった。
第17回でタキの娘夫婦の子供、つまりは万太郎の従姉であることが彼女の告白で判明した。
酒造りを通して蔵人の幸吉に好意を抱くが、後に幸吉が結婚したことが判明し、失恋する。その後、万太郎が植物学を学ぶために上京したいと表明すると、自分が万太郎に代わり峰屋を守っていくと宣言する。その後、万太郎と寿恵子の祝言を機に、竹雄と共に正式に「峰屋」を受け継ぐ。しかし、後に税制が変わり導入された「造石税」によって重い税負担に苦しみ、なんとか経営を続けるも後に腐造が出たことで納税のめどが立たなくなり、断腸の思いで峰屋の廃業を決断する。その後は納税のために峰屋の土地と建物を売却し、一家で上京。竹雄と共に土佐料理を出す屋台を営みながら造り酒屋を目指す。竹雄との間に1男1女を儲けている。
制作統括の松川博敬によると、坂本龍馬の姉・坂本乙女のイメージで、牧野富太郎の従妹で最初の妻だった猶（なお）も参考にしたとのこと。
竹雄（たけお） → 井上竹雄（いのうえ たけお） → 槙野竹雄（まきの たけお）
演 - 志尊淳 （幼少期：井上涼太、13歳 - 16歳：南出凌嘉）
「峰屋」の番頭の息子。タキから万太郎のお目付け役を命ぜられ、常に万太郎と行動を共にする。度々万太郎に振り回されるが、同時に万太郎の一番の理解者となる。万太郎の姉の綾に好意を抱いている。
万太郎の2度目の上京の前にタキからお目付け役を免ぜられるが、竹雄自身の意思で万太郎と共に上京する。東京では西洋料理屋「薫風亭」の給仕として働いて生活費を稼ぎ、長屋では自身と万太郎の身の周りの家事を行う。
万太郎と寿恵子の祝言を機に帰郷し、綾と共に「峰屋」を受け継ぐ。第17週では綾と結婚しており、槙野姓になっている。
しかし、新たに導入された「造石税」によって重税に苦しみ、さらに腐造が出たことで納税のめどが立たなくなり、綾と共に苦渋の思いで峰屋の廃業を決断する。その後は納税のために峰屋の土地と建物を売却し、一家で上京。綾と共に土佐料理を出す屋台を営みながら造り酒屋を目指す。
高知新聞、日刊ゲンダイは、「岸屋」番頭の息子・井上和之助がモデルと考えられると報じている。
槙野雄作（まきの ゆうさく）
演 - 立野空侑
綾と竹雄の長男（8歳）。
槙野琴（まきの こと）
演 - 鈴野さき
綾と竹雄の長女（5歳）。

### 高知の人々

#### 「峰屋」本家
槙野タキ（まきの タキ）
演 - 松坂慶子
万太郎の祖母。夫・喜左衛門（きざえもん）、息子・嘉平（かへい。万太郎の父。）、娘（綾の母）に先立たれ、「峰屋」を女手一つで切り盛りしている。口癖は「飯抜きじゃ！」。正義感が強く厳格な性格で、曲がったことが許せない。万太郎を峰屋の次期当主にすべく、厳しさを見せながらも愛情深く育てる。
万太郎と寿恵子の祝言を見届け、「峰屋」を綾と竹雄に託してこの世を去る。
槙野ヒサ（まきの ヒサ）
演 - 広末涼子
万太郎の母。病弱ながらやっと授かった万太郎のことを、誰よりも愛している。病床に伏しながらも、植物が好きな万太郎の成長を温かく見守るが、彼が7歳の時にこの世を去る。
生前、綾との関係は「母娘」とされていたが、第17回でのタキの告白により「おばと姪」（伯母か叔母かは不明）であることが明らかになった。
市蔵（いちぞう）
演 - 小松利昌
「峰屋」の番頭。竹雄の父。
ふじ
演 - 石村みか
「峰屋」の女中頭。竹雄の母。
寅松（とらまつ）
演 - 嶋尾康史
「峰屋」の杜氏。
たま
演 - 中村里帆
「峰屋」に奉公している働き者の女中。
キヨ / ミツ
演 - 倉嶋かれん / 栗田桃花
「峰屋」の女中。
定吉
演 - 赤木悠真
「峰屋」の奉公人。
幸吉（こうきち）
演 - 笠松将（幼少期：番家一路）
幼少時から「峰屋」に出入りしている蔵人。毎年秋から春にかけて、農村から蔵へ酒造りに来る。綾の初恋の相手であったが同じ農村の女性と結婚。

#### 「峰屋」分家
豊治（とよじ）
演 - 菅原大吉
「峰屋」の分家の小物問屋。分家を見下すような態度を取るタキや、本家の次期当主と目されている万太郎のことをよく思っていない。
伸治（しんじ）
演 - 坂口涼太郎
豊治の息子。
紀平（きへい）
演 - 清水伸
「峰屋」の分家。豊治と一緒にいることが多く、彼と同様、タキや万太郎のことをよく思っていない。

#### 名教館で出会う人々
池田蘭光（いけだ らんこう）
演 - 寺脇康文
万太郎が通うことになる学問所「名教館」の学頭。無類の酒好きで身なりに無頓着なためタキからは最初下男と見間違えられるほどであったが、その実は高名な学者。たったひとつの「なぜ」に端を発してあらゆる学問が相互につながっていることを伝え「好きに学べ」と年齢や身分の別なく子供たちに最高の学問を授ける。また、万太郎と佑一郎の二人を研修旅行に連れて自然の大きさを教える。万太郎はこの師から植物学だけでなく語学や文学などを幅広く学ぶとともに、生涯を通じて学び続けることの大切さを教わり、人生の師匠となる。
作家の鷹橋忍は、伊藤蘭林が池田のモデルと思われると報じている。
広瀬佑一郎（ひろせ ゆういちろう）
演 - 中村蒼（少年期：岩田琉生）
名教館時代の万太郎の学友。武家の出身で10歳で家督を継ぐ。身分を失い困窮している武士の子弟ばかりの中に裕福な町人の万太郎が従者の竹雄を連れて通うのが気に入らず、剣術の稽古と称して万太郎に憂さ晴らしをしようとするが、かばった竹雄を打ち据えてしまったことを反省し、後に学問を通じて万太郎と打ち解ける。
名教館閉鎖後の小学校には行かずに上京し、北海道の札幌農学校で土木工学を学んだ後、工部省勤務。上京した万太郎・竹雄と再会する。のちアメリカに渡って技術者として鉄道や橋の建築技師として修行し、世界最先端の工学を習得すると同時に激しい人種差別を目の当たりにする。
アメリカからの帰国後は札幌農学校の土木工学科の教授に就任し、小樽港の外洋防波堤の建築を成し遂げる。のち、万太郎が東京帝国大学を辞したのと同時期に工科大学の教授となるが、学内の派閥争いを嫌い、再会した万太郎とは互いに「ただのエンジニアでありたい」「ただの植物学者でありたい」という願いを交わして別れる。
廣井勇を顕彰する会は、「港湾工学の父」と呼ばれた広井勇がモデルとしている。
小学校の校長
演 - 谷川昭一朗
「名教館」廃止後の小学校の校長。青年期の万太郎に教師になることを提案するがあっさり断られる。
古沢（ふるさわ）
演 - 中村シユン
名教館の講師。文字を読むことができない万太郎から『本草綱目』を読みたいと強く訴えかけられる。
先生
演 - 宇井晴雄
名教館の講師。「いろはにほへと」を生徒達に教えていたところ、万太郎に「小学校の勉強では物足りん」と英語で言われ憤る。
富永三郎（とみなが さぶろう） / 松井庄之介（まつい しょうのすけ）
演 - 鴇田蒼太郎 / 山下徳大
名教館時代の万太郎の学友。

#### 佐川で出会う人々
天狗 / 坂本龍馬（てんぐ / さかもと りょうま）
演 - ディーン・フジオカ
土佐の脱藩浪士・幕末の志士。「生まれてこなければ良かったのではないか」と悩む幼い万太郎と出会い、「要らない命などひとつもない」「心と命を燃やして、何かひとつ、ことを為すために人は生まれてくる」と教え諭す。成長後も万太郎はこの言葉を「天狗」の姿とともに記憶している。
劇中で万太郎と龍馬が出会ったのは慶応3年（1867年）3月であるが、記録に残っている限りではこの時期の龍馬は下関を本拠地としており土佐には帰っていない。作中でもこのことは意識され、龍馬を迎えに来た侍が「下関にいることになっているのに何をしてるんですか」と、龍馬が忍びで佐川に来たことを示唆するセリフを言う。
堀田鉄寛（ほった てっかん）
演 - 綱島郷太郎
佐川の町医者。
堀田寛太（ほった かんた）
演 - 新名基浩（幼少期：横井仁、9歳 - 12歳：斉藤潤）
鉄寛の息子。万太郎の幼馴染。植物に没頭する万太郎を温かく見守る。
浜村義兵衛（はまむら ぎへい）
演 - 三山ひろし
高知の呉服商「仙石屋」の主人。
佐川の町の子ども
演 - 野原壱太、齋藤統真
神社で万太郎を鬼ごっこに誘う。
豆腐屋 / 魚屋 / 町人
演 - 上田実規朗 / 松本亮 / 森戸宏明
峰屋の近所に住む町人たち。
客
演 - 河合恭嗣
峰屋の得意客。
魚屋
演 - 長谷場俊紀
上田を諭す万太郎に賛同する。
竹雄のファン
演 - 森口幸音、平山咲彩
洋装の竹雄目当てに峰屋を訪ねて来る女性。
酒屋の蔵人
演 - 潟山セイキ、世志男、西村雄正
酒屋どうしで組合を作ろうと竹雄と綾から提案されるが断る。

#### 高知で出会う人々
早川逸馬（はやかわ いつま）
演 - 宮野真守
鮮やかな羽織がトレードマークの、自由民権運動の壮士。政治結社「声明社」のリーダー。万太郎を気に入って結社に誘い、「自由」とは何かを教え、中濱万次郎と引き合わせる。しかし、後に演説中に万太郎と共に警察に捕まってしまい、警察に自身と万太郎の関係を問い質されるが、凄惨な拷問に耐えながら「万太郎は結社とは関係ない」「知らない男だ」との主張を貫く。これによって万太郎は無事釈放されるが、万太郎とはそれっきり生き別れとなる。
その後も生きており、代議士を務めた後の明治末期、神戸の資産家の代理人として相島圭一と商談するために寿恵子の待合茶屋「山桃」を訪問。これがきっかけで万太郎と再会を果たし、万太郎の現状を知ると、彼に資産家の永守徹を紹介する。
高知新聞は、自由民権運動の弁士であった植木枝盛を参考にしていると報じている。
酒井南津男（さかい なつお） / 宮地春繁（みやち はるかげ）
演 - 箱田暁史 / 篠原悠伸
声明社のメンバー。
声明社のメンバー
演 - 大西遵、佐藤文吾、宮崎雄真、古野陽大
中濱万次郎（なかはま まんじろう）
演 - 宇崎竜童
ジョン万次郎と呼ぶ。土佐の漁師だったが、遭難してアメリカに渡った。早川逸馬の紹介で万太郎と出会い、万太郎の上京を後押しする。
開成学校で教鞭を執っていた当時、教え子だった田邊彰久に英語を教えた。
楠野喜江（くすの よしえ）
演 - 島崎和歌子
自由民権運動を支援している女性。通称「民権ばあさん」。
高知新聞は、日本初の女性参政権を訴えた婦人運動家の楠瀬喜多がモデルと報じている。
仙石屋手代
演 - 小野大輔
「峰屋」に出入りする高知の呉服屋。
祖母
演 - 加藤美智子
竹雄と綾が参加していた祭りで孫娘にお菓子を買ってあげる。
孫娘
演 - 有田麗未
竹雄と綾が参加していた祭りに祖母に連れられて来ていた少女。
警官
演 - 佐藤誠、中野剛、長島竜也、木原勝利
演説を行っていた万太郎や声明社のメンバーを逮捕する。
虎鉄の母
演 - 大浦理美恵

#### 高知のその他の人々
塚田昭徳（つかだ あきのり）
演 - 榎木孝明
佐川領主深尾家の家臣。
上田甚八
演 - 平原テツ
「峰屋」に税金を取り立てに来た役人。
幸吉の妻
演 - 湊美緒

### 東京の人々

#### 和菓子屋「白梅堂」
西村まつ（にしむら まつ） → 阿部まつ（あべ まつ）
演 - 牧瀬里穂
寿恵子の母。笠崎みえの姉。根津で和菓子屋「白梅堂」を営んでいる。元芸者で、柳橋の花街で「吉也」の芸名で一世を風靡した。後に店を畳んで文太と夫婦になる。
寿恵子の長女の園子が他界した時は、上京してしばらくの間十徳長屋に滞在し、悲しみに暮れる彼女と万太郎を支えた。
阿部文太（あべ ぶんた）
演 - 池内万作
柳橋の菓子職人だったが、まつの誘いで「白梅堂」で働く。伊香保温泉の小さな温泉宿の跡取り息子。寿恵子の結婚後、家業を継ぐために白梅堂を辞めて実家に戻り、後にまつと結婚した。

#### 料亭「巳佐登（みさと）」と常連客
笠崎みえ（かさざき みえ）
演 - 宮澤エマ
寿恵子の母・まつの妹。新橋にある政府御用達の料亭・「巳佐登（みさと）」の女将。玉の輿に乗ることが女の幸せだと信じており、寿恵子の世話を焼く。
寿恵子がお金に困って自分を訪ねてくると、仲居として自分の料亭で働かせる。後に、渋谷で商売を行うよう寿恵子に進言した。
笠崎大輔（かさざき だいすけ）
演 - 遠山俊也
みえの夫で「巳佐登」の主。
佐野吉五郎（さの きちごろう）
演 - 三上真史
番頭。
マサ
演 - 原扶貴子
仲居頭。寿恵子を厳しく指導する。客あしらいが上手く、接待の都度多額の心づけを受け取っている。
フミ
演 - 那須凜
仲居。後に待合茶屋「山桃」を手伝う。
くに江
演 - 佐々木史帆
仲居。
圭造（けいぞう）
演 - 大橋彰
板長。
平左（へいざ）
演 - 岡部ひろき
菊千代（きくちよ）
演 - 華優希
「巳佐登」に出入りする人気芸者で、岩崎弥之助のお気に入り。
きぬ江
演 - 坂田舞子
「巳佐登」に出入りする芸者。三味線奏者。
琴乃（ことの）
演 - 鹿島菊乃
蛍（ほたる）
演 - 島村聖香
鞠代（まりよ）
演 - 久藤今日子
岩崎弥之助（いわさき やのすけ）
演 - 皆川猿時
実業家。岩崎弥太郎の弟。「巳佐登」の常連客。「菊くらべ」（品評会）を開催し、一等賞の菊を500円で買い取ると表明。寿恵子が出品した日本の固有種にして原種のノジギクに感服する。勝負は出来レースで、一等は彼のお気に入りの芸者菊千代となるも、ノジギクを300円で買い取った。万太郎を台湾調査団の一員として推薦した。
恩田忠教（おんだ ただのり）
演 - 近藤公園
陸軍大佐。「巳佐登」で岩崎弥之助が「菊くらべ」を開催した時、寿恵子が出品した日本の原種ノジギクを代議士の掛川と共に馬鹿にし、皇室の紋にもなっている華やかな菊は外来産だと説明した寿恵子を不敬者と罵った。万太郎が参加した台湾調査団を現地で世話した。
掛川道成（かけがわ みちなり）
演 - 鈴木壮麻
代議士。台湾調査団の団長。
相島圭一（あいじま けいいち）
演 - 森岡龍
逓信省鉄道庁官僚。後に寿恵子が道玄坂に開店した待合茶屋「山桃」を訪ね、商談などで度々利用する常連客となった。関東大震災の後、寿恵子から夢を実現するために「山桃」を売却すると表明された時は、彼女の意志を汲んで5万円で買い取った。
毎日新聞は、五島慶太が相島のモデルとして考えられると報じている。

#### 十徳長屋の住人と関係者
江口りん（えぐち りん）
演 - 安藤玉恵
根津の十徳長屋の差配人。裏表のない正直な性格で、長屋の住人達の相談役。
牛久亭九兵衛が長屋を出た後の明治の末期、万太郎の娘の千歳に差配人の仕事を引き継ぎ引退した。
倉木隼人（くらき はやと）
演 - 大東駿介
十徳長屋の住人。妻と子とともに暮らしている。彰義隊の生き残りで車夫を生業としていたが、日中から酒と賭けごとに溺れる退廃的な生活をしていた。明治15年に上京した万太郎から植物の標本が入ったトランクを盗んだが、それがきっかけで万太郎と竹雄が十徳長屋に住むことになった。盗んだ標本を万太郎が"100円で買い取る"と申し出た際に「なぜ雑草に金を払うのか」と問う。それに対し「雑草ゆう草はないき」と言った万太郎の言葉に心を動かされ、翌日から真面目に働き始めた。その後、万太郎の植物採集にも協力する。
運送の仕事が決まり、家族4人で社員寮に引っ越した。
倉木えい（くらき えい）
演 - 成海璃子
隼人の妻。倉木が戦で傷を負ったところを匿い、看病したことがきっかけで夫婦になった。
夫が盗んだトランクを「中尾質店」に質入れに行った際は、被害者の万太郎とばったり遭遇して逃げた。
倉木かの（くらき かの）
演 - 諏訪結衣（幼少期：鈴木凛子）
隼人の娘。
倉木健作
演 - 二ノ宮陸登（幼少期：渋谷そらじ）
隼人の息子。幼少期は病弱でしばしば熱を出して寝込んだが、またまた居合わせた万太郎が介抱した。
及川福治（おいかわ ふくじ）
演 - 池田鉄洋
十徳長屋の住人で、干物を売る棒手振り。娘の小春と二人暮らし。小春が奉公に出た後、ゆうと所帯を持ち長屋を去った。
及川小春
演 - 山本花帆
福治の娘。女中奉公が決まって長屋を去った。
宇佐美ゆう（うさみ ゆう）
演 - 山谷花純
十徳長屋の住人で、小料理屋の女中をしている。能登出身だが、自分の故郷や過去の話をしたがらなかった。後に、嫁いだ先で跡取りとなる子を産んだ後、子供を残して離縁させられたと語る。小春が奉公に出た後、福治と結婚した。
堀井丈之助（ほりい じょうのすけ）
演 - 山脇辰哉
十徳長屋の住人で、東京大学文学部に通う落第生。西洋文学を好み、シェークスピヤの作品を翻訳をするのが夢。
学問の苦労とは裏腹に、新聞への小説の連載や大学の講師の仕事が決まるなど運気が上ると、妻も迎えて長屋を去った。その際、植物教室への出入りを禁じられて研究に苦労する万太郎に、新聞広告を出して日本中から標本を募る提案をし、その広告文案も考えて置き土産とした。
昭和になってシェークスピヤの全集を無事に発刊し終え、万太郎らにそれを報告すると、早稲田大学に全財産を寄付してでも「演劇のための博物館」を建てさせたいという新たな夢を語った。
読売新聞オンラインは、坪内逍遥がモデルとなったと思われると報じており、早稲田大学坪内博士記念演劇博物館は第129回の丈之助の再登場を受けて「〔略〕古今東西のあらゆる演劇資料を集めることを目指した逍遙先生の意志を受け継ぎ、今も皆様に演劇の魅力を届けております。〔略〕」とXに投稿している。
牛久亭九兵衛（うしくてい きゅうべえ）
演 - 住田隆
十徳長屋の住人。噺家で他の住人からは「師匠」と呼ばれているが、実は二つ目。
槙野家の子供たちからは「じいちゃん」と呼ばれ、他の住民が出たのちも残っていたが、真打になったことを機に長屋を去って行った。
中尾（なかお）
演 - 小倉久寛
十徳長屋の近所にある質屋「中尾質店」の店主。倉木隼人が万太郎から盗んだトランクを妻のえいが持込んで以来、槙野家と深く関わる。万太郎の研究費捻出のために度々来店する寿恵子に親切に接するが、彼女の押しの強さに困っている。
磯部（いそべ）
演 - 六平直政
強面の借金取り。万太郎夫妻から借金を取り立てるために十徳長屋にやってきたが、逆に寿恵子に丸め込まれ、万太郎の日本植物志図譜を購入した上に追加融資をした。
医者
演 - 酒井康行
倉木隼人の息子・健作が熱を出した際、また、園子が麻疹に罹った際に十徳長屋に往診した。
飛脚
演 - 阿部太一
十徳長屋の万太郎宅に地方で採集した植物を届ける。
郵便配達員
演 - 高木晋哉
十徳長屋の万太郎宅に配達に来る。
荷物配達員
演 - なすび
十徳長屋の万太郎宅に植物標本を配達に来る。
カメラマン
演 - 関太
千歳と虎鉄の結婚の日に家族写真を撮った。

#### 博物館で出会う人々
野田基善（のだ もとよし）
演 - 田辺誠一
万太郎が憧れる植物学者の一人。万太郎のために、東京大学植物学教室への紹介状を書く。作家の鷹橋忍は、小野職愨が野田のモデルと思われると伝えている。
里中芳生（さとなか よしお）
演 - いとうせいこう
万太郎が憧れる植物学者の一人。植物学者の田中芳男がモデル。
伊藤孝光（いとう たかみつ）
演 - 落合モトキ
植物学者。本草学者である伊藤圭介の孫。
高知新聞は、伊藤篤太郎がモデルであると考えられると報じている。
博物館の事務員
演 - 久野雅弘

#### 東京大学 → 帝国大学 → 東京帝国大学
田邊彰久（たなべ あきひさ）
演 - 要潤
米国コーネル大学へ留学し、東京大学植物学教室の初代教授となった。会話に英語を多用する。留学前、開成学校で中濱万次郎から英語を習った。万太郎も万次郎と知り合いだとわかると、自分達は繋がるべくして繋がったと喜び、万太郎の植物学教室への出入りを許可する。
万太郎が寿恵子と結婚した9月ごろ、トガクシソウを新種とするには標本が足りないとマキシモヴィッチ博士から指摘を受けて全国から標本を集めようと躍起になっていた。結婚祝いを名目に万太郎を自邸に招いた際に、万太郎が持ってきた標本を見て、自身専属のプラントハンターにならないかと提案したが、それでは自分で付け親になれず自分が見つけた植物を自分で発表できないからと万太郎が断ると「後悔するぞ」と忠告した。
万太郎と大窪のヤマトグサについての共同研究を徳永に報告された際、新種ならトガクシソウがあると怒るが、徳永に「花は咲かなかった！」と強く返され、「今すべきことは槙野に礼を言うことだ」と諭された。
さらに、トガクシソウの発表をケンブリッジ大学に留学した孝光に先に越されてしまい、田邊の名前を冠した学名は消えてしまった。そのことから野宮に万太郎と同じような絵を描くよう命じるものの、「万太郎の絵は学者の絵で、自分とは違う」と返され、「では福井に帰れ！私は万太郎の水準の画家しかいらない」と突き放した。
また、ムジナモを発見した万太郎が論文を発表した際は田邊との共著になっていなかったことに激怒し、万太郎に東京大学植物学教室への出入り禁止を命じた。このころ女学校の校長に就任する。
それから6年後、官報に「森の暗殺により文部省が女学校の廃止を決めた」と伝える記事が出て大いに荒れるが、聡子から「やっと専念したかった植物学に集中できるではありませんか。今、旦那様が始めた学問には、続く方たちがいます。あなたが始めたんです！」と励まされた。その後はキレンゲショウマを新属新種と認定し、自らの名前を学名につけて発表した最初の新属となった。その矢先、突然大学を非職になり、後任は徳永が引き継ぐこととなった。
大学を去って2年後の明治26年に、静養先の鎌倉の海岸で溺死した。
高知新聞は、矢田部良吉が田邊のモデルとして考えられると報じている。
時代考証の門松秀樹によると、矢田部良吉を参考にしたとのこと。
徳永政市（とくなが せいいち）
演 - 田中哲司
東京大学植物学教室の助教授。学生時代は法学を専攻したが芽が出ず、植物学に転向して苦労しながら助教授になる。最高学府である東京大学の権威を重んじ、小学校中退の万太郎が出入りすることに反対した。国文学の高い素養を持っており、それを通じて草花に親しみを抱いている。名教館で同じく国文学を学んだ万太郎とは源氏物語の夕顔をきっかけに打ち解けていく。
外国語が得意でないために田邊から再三勧められたにもかかわらず留学には消極的であったが、植物学教室の活気が増す中、ドイツへの留学を決意した。彼の留学中に万太郎が田邊から出入りを禁じられた際は「徳永がいればこうはならなかったのに」と惜しむ声があった。
留学先から戻り、失脚した田邊の後任として教授に就任。留学中に、植物標本の蓄積の歴史の厚みがものをいう分類学では後発の日本は西洋に勝てないことを痛感し、当時の最先端である植物解剖学を研究室のテーマに据える。同時に、従来の植物分類学を担当させるために万太郎を正式な助手として7年ぶりに植物学教室に復帰させた。以後、万太郎に対する大学内や世間からの様々な攻撃をかばい続けてきたが、国の合祀政策によって神社のフローラが失われることへの反発から東京帝国大学の職を辞す決意をした万太郎を翻意させられず、大伴家持の和歌で送り出した。
その後は名誉教授となり、万太郎の理学博士号取得に際しては波多野とともに万太郎を推薦。授与式では感慨深げに「最後まで世話が焼ける」と語った。
サライは、松村任三が徳永のモデルであると報じている。
時代考証の門松秀樹によると、松村任三を参考にしたとのこと。
大窪昭三郎（おおくぼ しょうざぶろう）
演 - 今野浩喜
東京大学植物学教室の講師 → 助教授。父が東京府知事から元老院議官にまで登った明治政府の顕官にもかかわらず職を得られず、勝海舟の口利きでやっと植物学教室に勤められたが、この学問とは何の縁もなかったため田邊からの評価も良くなく苦労していた。そのこともあって小学校中退の万太郎が出入りすることを嫌うが、万太郎の純粋な植物愛に動かされて自身の植物学への思いを再確認し、万太郎と共同でヤマトグサの論文を発表する。助教授に昇進した後は植物学教室の事務や学生の教育に熱心に取り組むが、帰国した徳永の研究方針の変更から助教授を非職となり、大学に復帰した万太郎に彼の研究が古くなったことを忠告しつつ、エールを送って大学を去る。
高知新聞は、大久保三郎が大窪のモデルと考えられると報じている。
読売新聞オンラインは、大久保三郎がモデルとなったと思われると報じている。
波多野泰久（はたの やすひさ）
演 - 前原滉
東京大学植物学科2年生 → 4年生、卒業後は植物学教室助手→農科大学教授。
英語・ドイツ語が堪能で、英語が得意な万太郎からも「語学の天才」と評されるほど。植物学教室に入りたければ大学予備門を出てこいと言われた万太郎が「そんな遠回りはできない」と言うのを「でも僕らはその遠回りをしてここにいる」と指摘し、最初は万太郎を避けていたが、後に打ち解けると、藤丸と共に万太郎の植物学雑誌の制作に協力する。
卒業後は植物学教室に助手職を得て研究を続け、「目に見えないものを解き明かしたい」という目標を立てて、画工としての観察眼を持つ野宮を植物学に誘い、世界初となるイチョウの精虫の発見を二人で成し遂げた。元画工の野宮の功績は学会から否定され、彼一人の功績とされたことに困惑し自分も辞退しようとする。しかし農科大学の教授のポストを用意され、野宮を裏切ることに悩みながら受諾する。藤丸が醸造学の勉強を始めた際は彼のために研究室を使わせてやり、沼津へ旅立つ際には自らの手でウサギの絵を染めた巾着袋を餞別に渡した。のち、帝国学士院の会員に選出されると、万太郎に理学博士号授与の推薦人となった。
高知新聞は、染谷徳五郎と池野成一郎が波多野のモデルかもしれないと報じている。
読売新聞オンラインは、池野成一郎と染谷徳五郎がモデルとなったと思われると報じている。
藤丸次郎（ふじまる じろう）
演 - 前原瑞樹
東京大学植物学科2年生 → 4年生。
優しい性格で、教室で飼育しているウサギにそれぞれ名前をつけて大事に世話をしている。波多野とは対照的に英語が大の苦手で、すべて英語で進行する田邊の講義についていくだけで苦労し、田邊が盛んに発する「You see?（分かったか？）」の言葉をそのまま田邊のあだ名にしていた。自分達と違って講義も課題もなく好きに研究できる万太郎を、当初は敬遠していた。後に万太郎と打ち解けると、波多野と共に万太郎の植物学雑誌の制作に協力する。大学に嫌気が差して一時休学するが、万太郎と植物採集に行った横倉山で見つけた変形菌の研究のために復学。植物学雑誌に変形菌の論文を発表して無事大学を卒業した。卒業後は定職を得られず実家の酒問屋の手伝いをしていたが、上京した綾と竹雄が酒造りの希望を捨てていないことを聞いて、当時勃興したばかりの醸造学の側面からの助力を申し出、綾と竹雄が沼津で店を開くことになった際は、それに同行した。
高知新聞は、田中延次郎が、NHK金沢放送局は、藤井健次郎が藤丸のモデルだと考えられると報じている。
読売新聞オンラインは、田中延次郎がモデルとなったと思われると報じている。
野宮朔太郎（のみや さくたろう）
演 - 亀田佳明
植物学教室に出入りする画工。福井出身で地元では教師をしていた。当初はよそ者だと万太郎を相手にしないが、打ち解けてからは万太郎に、大卒の学士ではない身分としての先輩の立場から「田邊に逆らわないように」と忠告する。万太郎の絵が、美術としての絵ではなく学問のための絵であることに刺激を受けてそれに学び、田邊に対しても万太郎の扱いのことで意見を言うようになる。波多野に誘われて植物学を本格的に学び始め、倍率900倍の顕微鏡下の植物解剖図を描ける唯一の研究者として植物学教室の助手の職を得、世界初となるイチョウの精虫の発見を波多野とともに成し遂げる。しかし、日本の植物学界が画工だった彼の研究者としての功績を否定したため、帝国大学を去った。以降は彦根や京都・花園の中学校の教師となり、南方熊楠と共同研究を行う中で、南方の神社合祀反対運動を万太郎に伝え、助力を乞う。
NHK福井は、モデルは福井県出身の植物学者平瀬作五郎といわれている、とツイートしている。
読売新聞オンラインは、平瀬作五郎がモデルとなったと思われると報じている。
細田晃助（ほそだ こうすけ）
演 - 渋谷謙人
初登場時は東京大学植物学科4年生。卒業後ドイツに留学して植物生理学を学び、帰国後は大窪の後任として植物学教室の助教授に就任。ドイツ留学中、当時後進国だった日本からの留学生として惨めな思いをしてきたと語り、徳永とともに日本の植物学を世界をリードする存在にしたいと意気込むが、その思いが余って「学問はすべて日本と帝国大学に貢献すべき」という信念となる。万太郎が台湾の採集旅行で発見したオーギョーチの報告を評価しつつも、台湾語由来の学名をつけたことで激しく対立する。
時代考証の門松秀樹によると、三好学を参考にしたのではないかとのこと。
飯島悟
演 - 高橋里央
東京大学植物学科3年生 → 留学準備に入っている。
柴豊隆
演 - 岸野健太
東京大学植物学科3年生 → 卒業。
山根宏則（やまね ひろのり）
演 - 井上想良
東京大学植物学科2年生。
澤口晋介（さわぐち しんすけ）
演 - 犬飼直紀
東京大学植物学科2年生。
植物学科の学生
演 - 山本一樹、永田祐己、葛山陽平、祐村要、吉村賢人
明治24年時点の東京大学植物学科学生。
花岡卓治
演 - 高島豪志
明治26年時点の東京大学植物学科学生。
小堀六郎
演 - 深澤嵐
明治26年時点の東京大学植物学科学生。
関谷篤彦
演 - 岩本晟夢
明治26年時点の東京大学植物学科学生。
北園晋
演 - ひぐち朋
明治26年時点の東京大学植物学科学生。
植物学科の学生
演 - 西田稜海、斉藤碧大
明治31年時点の東京大学植物学科学生。
美作秀吉
演 - 山本浩司
東京大学初の動物学教授。田邊を敵視しており、出会う度に嫌味を言う。徳永とはモースの大森貝塚発掘作業にともに参加したとき以来の旧知。
山陽新聞は、箕作佳吉が美作のモデルと見られると報じている。
時代考証の門松秀樹によると、箕作佳吉と実兄の菊池大麓を参考にしたとのこと。
脇田伝助（わきた でんすけ）
演 - 小野まじめ
東京大学の職員。教室の前で偶然、万太郎と出会う。
東京大学の職員
演 - せんちゃん
万太郎に手紙を届ける。

#### 大畑印刷所
大畑義平（おおはた ぎへい）
演 - 奥田瑛二
神田の「大畑印刷所」の工場主。元火消で、気風の良い江戸っ子。植物学雑誌を作るために石版印刷の技術を習得したいと言う万太郎を受け入れる。万太郎が植物学雑誌を創刊した後、彼と寿恵子の仲人を引受けた。関東大震災の際には、老齢であったものの、先陣を切って消火活動を行った。
大畑イチ（おおはた イチ）
演 - 鶴田真由
義平の妻。義平と同じく江戸っ子。
大畑佳代（おおはた かよ）
演 - 田村芽実
義平とイチの一人娘。インク塗れの作業服の万太郎を嫌っていたが、植物学雑誌創刊後の打ち上げの席で洋装姿を見たことで、一転して彼に惚れる。父が万太郎が寿恵子との仲人を引受けたことを知って寿恵子を敵視し、敵情視察のために「白梅堂」を訪れたが、高藤家からの迎えの馬車に乗るためドレス姿で出て来た寿恵子の美貌に圧倒された。寿恵子の結婚後は彼女の大ファンになり「私の天女様」と呼ぶ。
岩下定春（いわした さだはる）
演 - 河井克夫
絵師。元は浮世絵版画の彫師で、義平に引き抜かれて来た。
前田孝二郎（まえだ こうじろう）
演 - 阿部亮平
職人。
宮本晋平（みやもと しんぺい）
演 - 山根和馬
職人。

#### 寿恵子と出会う人々
高藤雅修（たかとう まさなり）
演 - 伊礼彼方
元薩摩藩士の実業家。菓子を届けに来た寿恵子に一目惚れし、妾にしたいと考える。妻の弥江に愛情を抱いたことはなく、妻だが女ではないと思っている。寿恵子を鹿鳴館開館に向けた舞踏指導員とすべく、米人講師のクララと引き合わせた。
高藤弥江（たかとう やえ）
演 - 梅舟惟永
高藤の妻だが夫婦関係は冷え切っていた。夫が執心する寿恵子を快く思っていなかったが、高藤に対し臆せず堂々と意見を述べる彼女に好感を抱く。別れを告げて式場を去る寿恵子を引き留めようとする夫を「みっともない！」とたしなめた。
鹿島（かしま）
演 - 金剛地武志
高藤の秘書。
クララ・ローレンス
演 - アナンダ・ジェイコブズ
アメリカ人。宣教師だった亡夫の遺志を受け継ぎ、単身来日した。高藤の紹介で寿恵子と出会いダンスを教える。嫌がる寿恵子の前で華麗な舞を演じて彼女を虜にする。寿恵子に「心のままに生きること」と諭し、その言葉に励まされた寿恵子は、万太郎との結婚を決意した。
佐伯遼太郎
演 - 石川禅
政府高官。
白川永憲（しらかわ ながのり）
演 - 三上市朗
元老院議官。高藤の父の元上役。高藤の依頼で寿恵子を養女にしようとした。
名須川正宗
演 - 町田水城
管弦楽協会理事。
田邊聡子（たなべ さとこ）
演 - 中田青渚
田邊彰久の妻。寿恵子と親しくなったが、田邊と万太郎の関係が悪化してからは会えなくなった。夫の死後、彼の遺言を伝えに十徳長屋を訪れた。
時代考証の門松秀樹によると、矢田部良吉の後妻・順を参考にしたとのこと。
田邊家の女中
演 - 福田温子
田邊鈴（たなべ すず） / 田邊乙葉（たなべ おとは）
演 - 室伏凛香 / 中村乙葉
田邊の娘。
女中
演 - 木引優子
寿恵子が高藤と会う際の寿恵子の付き人。
女中
演 - 萩原利映
弥江の付き人。弥江に話しかけた寿恵子を咎める。
馭者
演 - 長内和幸
高藤家の御者。寿恵子を家へ送り届ける際に、通行人に道を開けるよう怒鳴りながら馬を引く。
女性
演 - 小瀧万梨子、島田桃子
高藤家で開かれた舞踏練習会の発足式の招待客。寿恵子やクララ、弥江について会場を出ていく。
貴族
演 - 武谷公雄、吉橋航也
高藤家で開かれた舞踏練習会の発足式の招待客。

#### 渋谷で出会う人々
荒谷佐太郎（あらたに さたろう）
演 - 芹澤興人
渋谷道玄坂の裏通りの居酒屋「荒谷」店主。みえからの紹介物件を下見に来た寿恵子と泥酔状態で出会い、「悪いこた言わねえが、ここは止めとけ」と彼女に忠告した。元料理人。このことは伏せていたが、後に寿恵子に見破られた。
荒谷カネ（あらたに カネ）
演 - 梅沢昌代
佐太郎の母。少々耳が遠い。付近の農民を相手に握り飯を売っている。寿恵子が買って家で子供たちと食べると中には醤油と味醂で味付けされた鰹節とシャケが入っており、美味しさに感動した寿恵子は待合茶屋「山桃」の品書きに加えた。
とよ香（とよか） / 葉月（はづき）
演 - 入山法子 / 実咲凜音
寿恵子と道玄坂の茶屋「三嶋」で出会った元柳橋の芸者。寿恵子はその茶屋で食べた南蛮菓子ボーロと「松濤園（しょうとうえん）」の茶の味に感動した。
旅人
演 - 福田薫 / 益子卓郎
宿に着いた旅人。
佐藤弘（さとう ひろし）
演 - 井上順
道玄坂「弘法湯（こうぼうのゆ）」の主人。寿恵子が提案した渋谷の町興し計画に協力する。
迅助（じんすけ）
演 - 武井壮
「弘法湯」の下男。
小林一三（こばやし いちぞう）
演 - 海宝直人
実業家。「巳佐登」の常連客・相島圭一に誘われて待合茶屋「山桃」を訪れた。

### その他の人々
松屋（まつや）
演 - 村上かず
万太郎が内国勧業博覧会で出会った灘の蔵元。
丸川屋（まるかわや）
演 - イッキ
万太郎が内国勧業博覧会で出会った伊丹の蔵元。
池田屋（いけだや）
演 - 佐藤正宏
万太郎が内国勧業博覧会で出会った山形の蔵元。
森有礼（もり ありのり）
演 - 橋本さとし
元薩摩藩士。初代文部大臣で田邊の後ろ盾となっていたが暗殺された。
陳志明（ちん しめい）
演 - 朝井大智
台湾の清国系移民。調査団員として台湾派遣された万太郎の現地案内を担当した。森の中で発熱して歩けなくなった万太郎を背負って原住民の部落に運び、オーギョーチのゼリーを与えて介抱した。万太郎との出会いをきっかけに植物学に興味を抱く。
台湾総督府役人
演 - 相樂孝仁
基隆の港の台湾総督府役人
台湾原住民家族
演 - 李愛美、李潔如、高英傑
台湾の山岳地帯に住む家族
永守徹（ながもり とおる）
演 - 中川大志
伯父の莫大な資産を継いだ青年。徴兵されることが決まっていたため「自分が生きた証」を遺す意味で万太郎に植物標本の保管と図鑑発刊のための費用を支援したいと申し出たが、万太郎は申し出に感謝したうえで「（支援の話は）無事お戻りになるまで待つ」と、その時点では辞退した。
高知新聞は、池長孟が永守のモデルとして考えられると報じている。
警察官
演 - 水野智則
大正12年（1923）9月1日の関東大震災の警備にあたる。
小畠
演 - ムロツヨシ
かつて、万太郎が植物採集の会で出会った理科教師。
鳥羽
演 - 杉本凌士
万太郎と文通していた理科教師。
藤平紀子（ふじひら のりこ）
演 - 宮﨑あおい
本作の語り部。万太郎の死後1年が経過した昭和33年夏に、千鶴が出した万太郎の遺品整理の求人を見て槙野家を訪れる。以前は蚕糸試験場に勤めていて科学に全く疎遠ではないものの、遺品整理と聞いていた仕事の内容が高名な槙野博士の手つかずの植物標本の整理と知って一度は辞退するが、関東大震災や東京大空襲から標本を守り続けてきた覚悟を感じて受諾する。万太郎の標本に足りない情報を万太郎の残した日記や標本の保存に使用された各地の新聞紙を読み解いて埋めていき、千鶴からは明智小五郎に例えられた。
高知新聞は、山本正江と高知市出身の植物学者伊藤洋が藤平のモデルとして考えられると報じている。

## スタッフ
- 作 - 長田育恵
- 音楽 - 阿部海太郎[140]
- 主題歌 - 「愛の花」あいみょん（unBORDE）[140][17][18][19]
  - 第96回選抜高等学校野球大会の大会入場行進曲に採用された[141]。
- 語り（本編・土曜日週間総集編〈らんまん「第○週」〉） - 宮﨑あおい[13][14][15]
  - 宮崎は、第126・127回に藤平紀子役で登場した[51][50]。
- 副音声解説 - 山崎健太郎[142]
- 撮影協力 - 高知県、高知県安芸市、高知県高岡郡佐川町、高知県高岡郡越知町、高知県吾川郡仁淀川町、高知県南国市、高知県高岡郡津野町、高知県高岡郡檮原町、千葉県匝瑳市、静岡県島田市、静岡県裾野市、茨城県つくばみらい市、茨城県水戸市、茨城県牛久市、茨城県常陸太田市、茨城県高萩市、茨城県古河市、栃木県宇都宮市、埼玉県深谷市、群馬県前橋市

- 植物監修 - 田中伸幸[10]
- 植物画指導 - 船越大祐、米田薫、近藤守
- 植物学指導 - 邑田仁、根本秀一、仙仁径、伊藤千恵、永濱藍、栃原行人
- 押し花指導 - 杉野宣雄[143]
- 酒造指導 - 石川達也[144]
- 醸造学指導 - 丸山潤一
- 時代考証 - 門松秀樹
- 土佐ことば指導 - 岡林桂子、西村雄正[注釈 8]
- 幡多ことば指導 - 荒木誠
- 薩摩ことば指導 - 持永雄恵
- 江戸ことば指導 - 柳亭左龍
- 佐賀ことば指導 - 神崎孝一郎
- 神戸ことば指導 - 井上麻美
- 岩手ことば指導 - 若尾義昭
- 英語指導 - 塩屋孔章
- ドイツ語指導 - 井上あずさ
- 台湾語指導 - 陣小玲
- 台湾風俗考証 - 片倉佳史
- 所作指導 - 西川箕乃助
- 芸能指導 - 友吉鶴心
- 医事指導 - 冨田泰彦
- アクション指導 - 中村健人
- 裁縫指導 - 小林操子
- 囲碁指導 - 田尻悠人
- 鍼灸指導 - 南治成
- 書道指導 - 金敷駸房
- そろばん指導 - 太田敏幸
- 和菓子指導 - 広里貴子
- 農業指導 - 君島佳弘
- 華道指導 - 井関宗脩
- マナー指導 - 山本節子
- バイオリン指導 - 石川真由子
- ピアノ指導 - 酒井麻由佳
- ダンス指導 - 大竹辰郎
- 歌唱指導 - 小菅けいこ
- 石版印刷指導 - 稲田大祐
- かるた指導 - 片山珠美
- 看護指導 - 刈谷育子
- 助産指導 - 三宅はつえ
- 海外郵便指導 - 板橋祐己
- 落語指導 - 柳亭左龍
- 将棋指導 - 堀口弘治
- 月琴指導 - 稲見惠七
- 風景画制作 - 松原亜実
- タイトルバック制作 - 上田大樹[145]
- 植物レプリカ製作 - 西尾惣一[146]

- 資料提供 - 高知県立牧野植物園、練馬区立牧野記念庭園、東京大学小石川植物園、東京都立大学牧野標本館、読売日本交響楽団、羽生市ムジナモ保存会、福島大学貴重資料保管室、大庭裕介、福田久子
- 制作統括 - 松川博敬[10]
- プロデューサー - 板垣麻衣子、藤原敬久、浅沼利信[10]
- 美術 - 神林篤、伊達美貴子、寺町美代子、向理沙
- 技術 - 中橋孝雄、伊藤潤、安藤清茂
- 音響効果 - 佐藤あい、柴田なつみ、大沼由季、畑奈穂子
- 撮影 - 西鍵真治、深野岳志、市戸達也、佐藤秀飛、坂手智之
- 照明 - 前田藍里、戎達生
- 音声 - 佐藤稔、内藤志帆、倉林秀行、佐伯悠、藤田晋一郎
- 映像技術 - 両角剛毅、原亜希斗
- VFX - 吉田秀一、林伸彦、山本善樹、田中智、ダハル ラム、井上毅、宮地福太郎、近藤寿明、吉村歩美、関根元大、川端洗耳、升元大治、湯蕙菁
- カラーグレーディング - 滝沢勝、藤原雄、野澤元、小松秀通
- 音楽録音 - 三浦真友子
- 助監督 - 廻田博思、原英輔、石川慎一郎、塩入秀吾、山田修、澤口豊、郷原弘貴、小林直毅、門脇弘樹、寺井純玲、内田貴史、堀川純、林佑香、小林礼奈、田村菜摘、畠山桃子
- 制作担当 - 前芝啓介、大月正平、勝部百香、東美恵子、林美智子、小林麻里也、山本智美
- 編集 - 平川正治
- 記録 - 村上律子
- 美術進行 - 佐藤綾子、安達みどり、小宮祐希、相川祐樹、古市百人
- 装置 - 金平裕之、田村英一郎、田中友晴、柳瀬稔雄、村上唯人、堂庭章、田村竜一、石田勇人、北林一、斎坂茂樹、立身隆行、福島侑樹、才田大介、鳥原昌生、粟津峰生、斎藤浩司、佐藤敏樹、絹笠信裕
- 装飾 - 籠尾和人、八木澤宗夫、寺岡瑶子
- 衣裳 - 澤谷良、上野友聖、志賀美千代
- メイク - 北原勇樹、大脇佳子、小久保朋
- かつら - 長田潤子、平井久子
- 演出 - 渡邊良雄、津田温子、深川貴志[10]、渡辺哲也、石川慎一郎、小林直毅、廻田博思
- 制作・著作 - NHK

## 放送日程
- 日付は、すべて2023年。
- サブタイトルは、その週の放送で登場する植物の名称[147]。

| 週                                                                          | 回        | 放送日              | サブタイトル         | 演出              | 週平均視聴率 |
| --------------------------------------------------------------------------- | --------- | ------------------- | -------------------- | ----------------- | ------------ |
| 1                                                                           | 01 - 05   | 04月03日 - 04月07日 | バイカオウレン       | 渡邊良雄          | 15.4%        |
| 2                                                                           | 06 - 010  | 04月10日 - 04月14日 | キンセイラン         | 渡邊良雄          | 15.1%        |
| 3                                                                           | 011 - 015 | 04月17日 - 04月21日 | ジョウロウホトトギス | 渡邊良雄          | 15.8%        |
| 4                                                                           | 016 - 020 | 04月24日 - 04月28日 | ササユリ             | 津田温子          | 15.8%        |
| 5                                                                           | 021 - 025 | 05月01日 - 05月05日 | キツネノカミソリ     | 津田温子          | 14.4%        |
| 6                                                                           | 026 - 030 | 05月08日 - 05月12日 | ドクダミ             | 渡邊良雄          | 16.5%        |
| 7                                                                           | 031 - 035 | 05月15日 - 05月19日 | ボタン               | 渡邊良雄          | 16.3%        |
| 8                                                                           | 036 - 040 | 05月22日 - 05月26日 | シロツメクサ         | 津田温子          | 16.3%        |
| 9                                                                           | 041 - 045 | 05月29日 - 06月02日 | ヒルムシロ           | 深川貴志          | 16.1%        |
| 10                                                                          | 046 - 050 | 06月05日 - 06月09日 | ノアザミ             | 深川貴志          | 16.5%        |
| 11                                                                          | 051 - 055 | 06月12日 - 06月16日 | ユウガオ             | 渡辺哲也          | 17.1%        |
| 12                                                                          | 056 - 060 | 06月19日 - 06月23日 | マルバマンネングサ   | 渡邊良雄          | 17.3%        |
| 13                                                                          | 061 - 065 | 06月26日 - 06月30日 | ヤマザクラ           | 渡邊良雄          | 17.0%        |
| 14                                                                          | 066 - 070 | 07月03日 - 07月07日 | ホウライシダ         | 深川貴志          | 17.0%        |
| 15                                                                          | 071 - 075 | 07月10日 - 07月14日 | ヤマトグサ           | 石川慎一郎        | 17.1%        |
| 16                                                                          | 076 - 080 | 07月17日 - 07月21日 | コオロギラン         | 津田温子          | 16.3%        |
| 17                                                                          | 081 - 085 | 07月24日 - 07月28日 | ムジナモ             | 渡辺哲也          | 16.8%        |
| 18                                                                          | 086 - 090 | 07月31日 - 08月04日 | ヒメスミレ           | 渡邊良雄          | 16.8%        |
| 19                                                                          | 091 - 095 | 08月07日 - 08月11日 | ヤッコソウ           | 渡邊良雄          | 16.8%        |
| 20                                                                          | 096 - 100 | 08月14日 - 08月18日 | キレンゲショウマ     | 深川貴志          | 17.1%        |
| 21                                                                          | 101 - 105 | 08月21日 - 08月25日 | ノジギク             | 津田温子          | 17.4%        |
| 22                                                                          | 106 - 110 | 08月28日 - 09月01日 | オーギョーチ         | 小林直毅          | 17.5%        |
| 23                                                                          | 111 - 115 | 09月04日 - 09月08日 | ヤマモモ             | 石川慎一郎        | 17.8%        |
| 24                                                                          | 116 - 120 | 09月11日 - 09月15日 | ツチトリモチ         | 廻田博思 深川貴志 | 17.1%        |
| 25                                                                          | 121 - 125 | 09月18日 - 09月22日 | ムラサキカタバミ     | 渡邊良雄          | 17.3%        |
| 26〈最終〉                                                                  | 126 - 130 | 09月25日 - 09月29日 | スエコザサ           | 渡邊良雄          |              |
| 期間平均視聴率： 16.6% （ビデオリサーチ調べ、関東地区・世帯・リアルタイム） |           |                     |                      |                   |              |

### 放送休止・変更
- 2023年4月13日の第9回（第2週その4〈全国〉）は、北朝鮮の弾道ミサイル発射を受けてJ-ALERTが発動されたことにより、総合の8時からの放送は取りやめとなった（今作1回目の放送休止）[174]。そのため、総合の同日12時45分からの再放送枠は初回放送扱いとなって通常通り放送され、翌14日朝の放送は第9回・10回を2回連続で放送された[174]。
- 2023年5月31日の第43回（第9週その3〈全国〉）は、北朝鮮の弾道ミサイル発射を受けてJ-ALERTが発動されたことにより、総合の8時からの放送は取りやめとなった（今作2回目の放送休止）[175]。そのため、総合の同日12時45分からの再放送枠は初回放送扱いとなって通常通り放送され、翌6月1日の放送は第43回・44回を2回連続で放送された[175]。また、BSプレミアムとBS4Kの6月1日の第44回（第9週その4）は、同じく前日（5月31日）の北朝鮮の弾道ミサイル発射を受けてJ-ALERTが発動されたことにより再放送枠『あまちゃん』（第51回）を休止したため、その振替放送を同日7時15分から2回連続（第51回・52回）で行ったことに伴い、7時45分 - 8時（15分繰り下げ）に時間変更された[176][177]。
- 2023年6月23日の第60回（第12週その5〈総合再放送〉〈全国〉）は、沖縄全戦没者追悼式典のため、4分遅れ（12時49分 - 13時4分）で放送された。
- 2023年7月10日の第71回（第15週その1〈九州・沖縄地域〉）は、九州北部地域に発令されていた大雨特別警報関連のニュース報道により、午前の本放送および、午後の再放送が休止。翌日（7月11日）の午前8時（再放送：12時30分）より、第71回・第72回（第15週その2）の2回連続放送に変更された[178]。

### キャッチアップ放送
- 2023年4月15日0時45分 - 3時15分（総合〈ミッドナイトチャンネルイッキ見ゾーン〉、第1週 - 2週〈10回〉）[179]
- 2023年5月8日2時25分 - 3時40分（総合〈ミッドナイトチャンネルイッキ見ゾーン〉、土曜日週間総集編の第1週 - 5週）[180]

### 総集編
- 前編：2023年7月8日 16時35分 - 18時（総合）[181]、7月2日 13時 - 14時25分（BS4K）[182]
  - 2023年12月30日 7時20分 - 8時45分（総合とBSプレミアム4K）[183]
- 後編：2023年12月30日 8時45分 - 10時10分（総合とBSプレミアム4K）[183]

## オープニング
オープニングタイトルは、四国カルストの天狗高原や牧野植物園内の結網山で撮影され、アニメーションなどを組み合わせて構成された。
第14週7月3日の第66回からドラマ後半が始まるため、タイトルバック映像が一部リニューアルされ、空を飛ぶアニメーションの寿恵子や途中の植物に桜が加えられた。

## エンディング
平日本編後のエンディング5秒は視聴者から寄せられた「万太郎ゆかりの植物図鑑」をテーマに寄せられた植物のイラストを紹介する。
4月6日の第4回は子役の森優理斗が描いたオオバコの絵と写真であった。4月14日の第10回は子役の小林優仁が描いたキンセイランの絵と写真であった。4月24日の第16回は牧野富太郎の誕生日にちなんだ写真であった。5月25日の第39回は神木隆之介が描いたシハイスミレの絵と写真であった。6月27日の第62回は志尊淳が描いたヨコグラノキの絵と写真であった。7月20日の第79回は田辺誠一が描いたタマアジサイの絵と写真であった。8月25日の第105回は浜辺美波が描いたノジギクの絵と写真であった。
最終回のみイラストではなく、主人公・槙野万太郎と妻・寿恵子の1ショット。
前作『舞いあがれ!』は、金曜の本編の末尾に予告編を放送していたが、制作担当の松川博敬の「金曜の本編の内容を受けて週によって予告があったりなかったりする」という方針によって、第2 - 4週では次週予告はなかったが、第5週は次週から東京編が始まるため、5月5日の第25回は冒頭から本編が始まり、主題歌およびクレジットはエンドロールに流れて予告編「これからのらんまん」が放送された。
第13週6月30日の第65回は次週からドラマ後半が始まるため、冒頭から本編が始まり主題歌およびクレジットはエンドロールに流れた。
最終週は予告編が無く、土曜の週間総集編でも映像左下、タイトルロゴに続き「次週、最終週『スエコザサ』」としか表記されなかった。

## イベント
- 高知県は高知県観光博覧会「牧野博士の新休日〜らんまんの舞台・高知〜」と称し、2024年3月31日まで県内各地でイベントを行う[192]。
- JR四国は、特急「あしずり」で運用の2000系気動車に本作のラッピングを施し、2023年4月14日から9月末まで運行した[193]。
- 特別展「植物に魅せられた学者たち〜 平瀬作五郎と牧野富太郎〜」（2023年6月10 - 10月1日、福井県教育総合研究所教育博物館）[194][195]
- 『らんまん』最終回を見る会（2023年9月29日、高知県立県民文化ホール）神木隆之介、浜辺美波、前原滉、前原瑞樹がサプライズで登場した[196]。

## 視聴率
初回放送視聴率は16.1%（ビデオリサーチ調べ、関東地区・世帯。以下略）で、前作『舞いあがれ!』の16.3%を下回った。
9月29日の最終回の視聴率は18.1%、全130回の期間平均は16.6%で、朝ドラとしては2021年度後期放送の『カムカムエヴリバディ』の17.1%以来3作品ぶりに16%を超えた。最高視聴率は9月8日放送の第115回の19.2%で、こちらも3作品ぶりに19%を超えた。

## 作品の評価
木俣冬は、万太郎と寿恵子の純粋さと周囲の人たちが個性豊かに描かれており、癒されるドラマであたたかい気持ちになった、充実の半年であった。また、脚本の長田が神木から提案された「人間の欲望」という言葉が重要なテーマの一つになっていて、その虚しさを丁寧に描いている。ドラマで描かれていることは、今、世の中で起きていることと重なっていて、「人間の欲望」を痛感する内容になっていると評した。

## 受賞
- 第117回ザテレビジョンドラマアカデミー賞[200]
  - ドラマソング賞（あいみょん「愛の花」）[201]
    - 作品賞、主演男優賞（神木）、助演男優賞（志尊）、助演女優賞（浜辺）は全て2位となった[202][203][204][205]。
- 第74回芸術選奨文部科学大臣新人賞 放送部門（長田育恵）[206]
- 第32回橋田賞[207]
  - 作品
  - 俳優（神木隆之介）
  - 新人賞（浜辺美波）
- 第61回ギャラクシー賞（放送批評懇談会）[208][209]
  - 奨励賞
  - 個人賞（神木隆之介）

## 関連商品

### 書籍
ドラマガイド（NHK出版）
- NHKドラマ・ガイド 連続テレビ小説 らんまん Part1（2023年3月20日、ISBN 978-4-14-923604-9）
- NHKドラマ・ガイド 連続テレビ小説 らんまん Part2（2023年7月25日、ISBN 978-4-14-923605-6）

ノベライズ（NHK出版）
作・長田育恵 / ノベライズ・中川千英子
- NHK連続テレビ小説 らんまん 上（2023年3月20日、ISBN 978-4-14-005734-6）
- NHK連続テレビ小説 らんまん 下（2023年9月08日、ISBN 978-4-14-005735-3）

メモリアルブック（東京ニュース通信社）
- 連続テレビ小説「らんまん」メモリアルブック（2023年10月1日、ISBN 978-4-86701-695-4)

### 音楽商品
楽譜（NHK出版）NHK出版オリジナル楽譜シリーズ
- 連続テレビ小説 らんまん 愛の花（作詞・作曲 あいみょん、2023年4月18日、ISBN 978-4-14-055432-6）

CD（日本コロムビア）
- 連続テレビ小説「らんまん」オリジナル・サウンドトラック（2023年05月23日、COCP-42029）
- 連続テレビ小説「らんまん」オリジナル・サウンドトラック2（2023年08月09日、COCP-42061）
- 連続テレビ小説「らんまん」オリジナル・サウンドトラック3（2023年10月11日、COCP-42088）